# شکل بیان

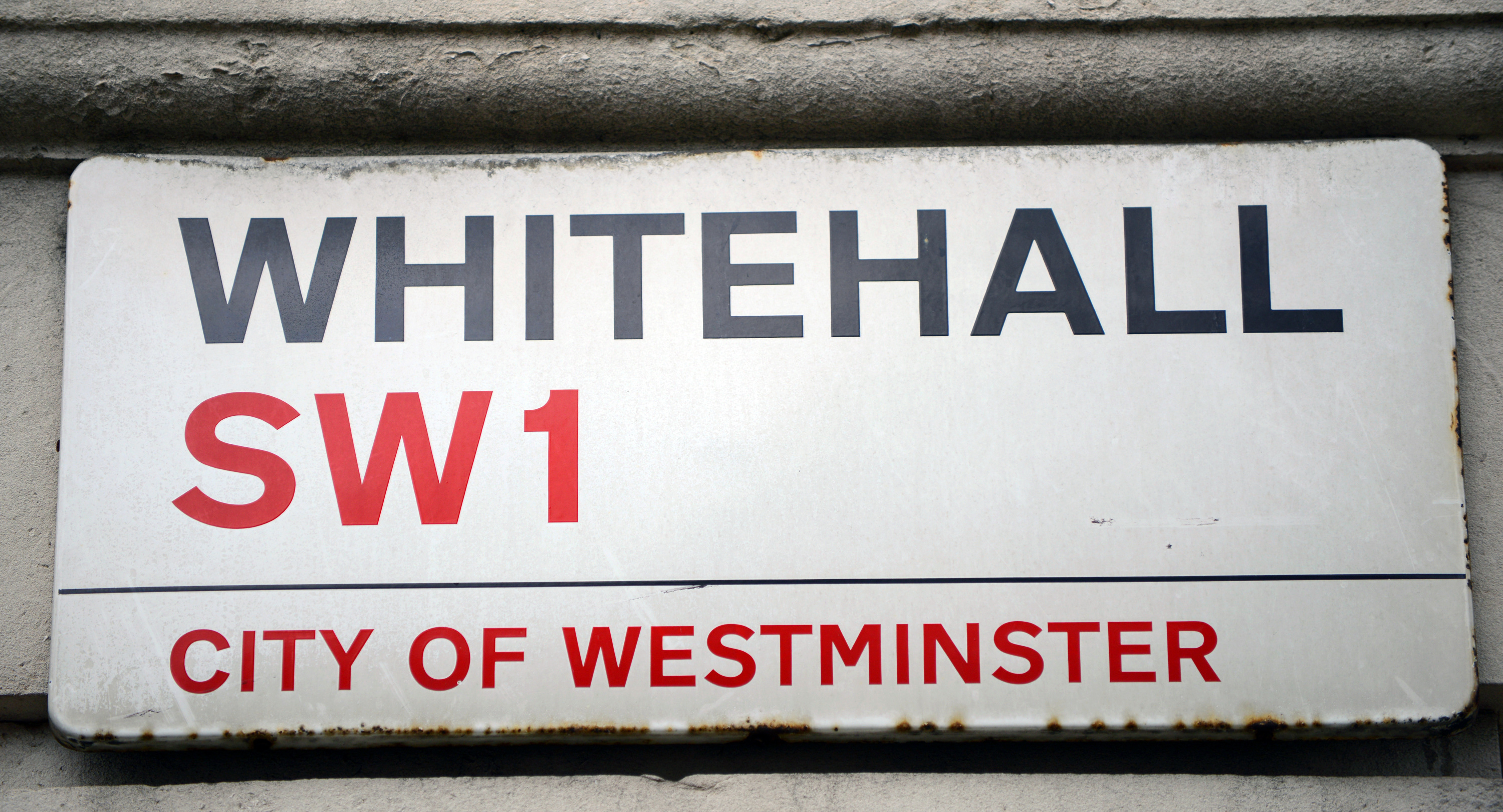
وایت هال جاده ای در شهر وست مینستر لندن است که به‌طور همزمان برای اشاره به کل خدمات ملکی بریتانیا استفاده می‌شود، زیرا بسیاری از ادارات دولتی در نزدیکی آن قرار دارند.

شکل بیان یا شکل بیان کلمه یا عبارتی است که از روی عمد از کاربرد زبان معمولی منحرف می‌شود تا اثر زیباشناسی سخن (یا به عربی بلاغت) ایجاد کند. اشکال گفتار به‌طور سنتی به طرح‌هایی طبقه‌بندی می‌شوند که توالی معمولی کلمات را تغییر می‌دهند، و ترانه‌ها ، که در آن کلمات معنایی غیر از آنچه معمولاً نشان می‌دهند دارند.
نمونه ای از یک طرح، پلی سیندتون است: تکرار یک ربط قبل از هر عنصر در یک لیست، در حالی که این ربط معمولاً فقط قبل از آخرین عنصر ظاهر می‌شود، مانند "شیرها و ببرها و خرس‌ها، اوه من!" - با تأکید بر خطر. و تعداد حیوانات بیشتر از عبارات نثر تنها با "و" دوم است. نمونه ای از استعاره است که یک چیز را به عنوان چیزی توصیف می‌کند که به وضوح برای این نیست که ذهن را به مقایسه آنها سوق دهد، مانند «دنیا صحنه نمایش است».

## شکل بیان در زبان‌های ایرانی
شکل بیان بیشتر در ادبیات و دستور زبان‌های زیرشاخه زبان لاتین مطرح می‌شود ولی در زبان‌های ایرانی نیز کاربرد دارد و به کلماتی گفته می‌شود که بیشتر جهت زیبایی گفتار استفاده می‌شود و معنی کلمه اصلی خود را ندارند.

## چهار عملیات بیان
سخنوران کلاسیک، اشکال گفتار را به چهار دسته یا quadripita ratio دسته‌بندی می‌کردند:
- افزودن که به آن تکرار/بسط/ابرفراوانی نیز می‌گویند
- حذف که به آن تفریق/خلاصه/فقدان نیز می‌گویند
- جابجایی که انتقال نیز نامیده می‌شود
- جایگشت سوئیچینگ/تبادل/جایگزینی/تغییر نیز نامیده می‌شود

این دسته‌ها اغلب هنوز استفاده می‌شوند. اولین متن شناخته شده‌ای که آنها را فهرست می‌کند، اگرچه به‌طور صریح به عنوان یک سیستم نیست، Rhetorica ad Herennium است که دارای نویسندگی ناشناخته است، جایی که آنها را. سپس کوئینتیلیان در مؤسسه Oratoria به آنها اشاره کرد. فیلون اسکندریه نیز آنها را به عنوان افزوده برشمرده است.

## نمونه‌ها
شکل بیان انواع گوناگونی دارند. هدف این است که از زبان به صورت مبتکرانه برای برجسته کردن تأثیر آنچه گفته می‌شود استفاده کنیم. چند نمونه در ادامه می‌آید:
- «دور و دور صخره‌های ناهموار، راسکال پاره‌پاره دوید» نمونه‌ای از آلتراسیون است که در آن صامت r مکرراً استفاده می‌شود. «دوخت جوراب‌های خواهر سوزی برای سربازان» شکل خاصی از همخوانی به نام صفیری است که صدای s را تکرار می‌کند. هر دو معمولاً در شعر استفاده می‌شوند.
- «او از پله‌ها می‌دوید و سپس مجموعه‌ای از پرده‌های جدید» نوعی زئوگما است که سیلپسیس نامیده می‌شود. Run up می‌تواند به صعود سریع یا تولید اشاره داشته باشد. این اثر با پیشنهاد لحظه ای، از طریق یک جناس، تقویت می‌شود که ممکن است از پرده‌ها بالا برود. بیضی یا حذف استفاده دوم از فعل باعث می‌شود خواننده بیشتر در مورد آنچه گفته می‌شود فکر کند.
- "غرور دردناک" یک اکسیمورون است که در آن دو ایده متناقض در یک جمله قرار می‌گیرند.
- "An Einstein" نمونه ای از بخش‌گویی است، زیرا از یک نام خاص برای نشان دادن طبقه ای از مردم استفاده می‌کند: نوابغ.
- "من پروانه‌هایی در شکمم داشتم" یک استعاره است که به احساس عصبی اشاره دارد که گویی حشرات در حال پرواز در شکم فرد هستند.

گفتن «مثل داشتن چند پروانه در شکمم» یک تشبیه خواهد بود، زیرا از کلمه ای مانند که در استعاره غایب است استفاده می‌کند.
گفتن «مثل داشتن یک مزرعه پروانه در شکمم بود»، «در شکمم مثل یک مزرعه پروانه بود»، یا «آنقدر عصبی بودم که یک مزرعه پروانه در شکمم داشتم» می‌تواند یک هذل باشد، زیرا اغراق‌آمیز است.
- "آن مکان کثیف واقعاً کثیف بود" نمونه ای از توتولوژی است، زیرا دو کلمه ("کثیف" و "کثیف") تقریباً یک معنی دارند و برای تأکید بیشتر متن تکرار می‌شوند.

## انواع
محققان زیباشناسی سخن کلاسیک غربی، چهره‌های گفتاری را به دو دسته اصلی تقسیم کرده‌اند: طرح‌ها و ترانه‌ها. طرح‌ها (از یونانی schēma "شکل یا شکل") اشکال گفتاری هستند که الگوی معمولی یا مورد انتظار کلمات را تغییر می‌دهند. به عنوان مثال، عبارت "جان، بهترین دوست من" از طرحی استفاده می‌کند که به عنوان بدل (زبان‌شناسی) شناخته می‌شود. تروپ‌ها معنی کلی کلمات را تغییر دهید. نمونه ای از تروپ کنایه است که استفاده از کلمات برای بیان مخالف معنای معمول آنهاست («زیرا بروتوس مردی شریف است؛ / همه آنها نیز، همه مردان شریف هستند»).
در دوران رنسانس، محققان با دقت به شمارش و طبقه‌بندی چهره‌های گفتاری پرداختند. به عنوان مثال، هنری پیچام در باغ فصاحت (۱۵۷۷) خود، ۱۸۴ چهره مختلف گفتار را برشمرده است. پروفسور رابرت دیانی در کتاب خود ادبیات: خواندن داستان، شعر، درام و مقاله می‌نویسد: «بلاغه دانان بیش از ۲۵۰ شکل مختلف گفتار، بیان یا شیوه استفاده از کلمات را به معنای غیر تحت اللفظی فهرست کرده‌اند.
برای سادگی، این مقاله ارقام را بین طرح‌ها و تروپ‌ها تقسیم می‌کند، اما آنها را بیشتر طبقه‌بندی نمی‌کند (به عنوان مثال، "شکل‌های اختلال"). در هر دسته، کلمات بر اساس حروف الفبا فهرست شده‌اند. بیشتر ورودی‌ها به صفحه‌ای پیوند می‌خورند که جزئیات بیشتر و مثال‌های مرتبط را ارائه می‌دهد، اما برای سهولت در اینجا تعریف کوتاهی ارائه شده‌است. برخی از موارد ذکر شده ممکن است ابزارهای بلاغی در نظر گرفته شوند که از بسیاری جهات مشابه هستند.

### طرح‌ها
طرحواره‌ها کلمات یا عباراتی هستند که نحو، توالی یا الگوی آنها به شیوه ای متفاوت از کاربرد معمولی رخ می‌دهد.
- Acumulatio: انباشته شدن استدلال‌ها به شیوه ای قوی و مختصر.
- الیتراسیون: وجود یک حرف یا صدا در ابتدای کلمات مجاور یا نزدیک به هم.
مثال: "او صدف‌های دریایی را در کنار ساحل می‌فروشد".
- Anacoluthon: جابجایی جملات برای دستیابی به نظم غیرطبیعی در جمله. </link>
- ایضاح: تکرار یک کلمه در انتهای یک جمله و سپس در ابتدای عبارت بعدی آن.
- آنافورا: تکرار یک کلمه یا عبارت در ابتدای جملات متوالی.
- Anastrophe: تغییر ترتیب مفعول، فاعل و فعل در یک جمله.
- ضد اوج: نزول ناگهانی (اعم از عمدی یا ناخواسته) از سوی گوینده یا نویسنده از شأن ایده ای که به نظر می‌رسد هدفش است.
مثال: "مردم، حیوانات خانگی، باتری‌ها، … همه مرده‌اند."
- Anthimeria: تبدیل یک کلمه از یک کلاس کلمه خاص به کلاس کلمه دیگر.
- Antimetabole: جمله ای متشکل از تکرار کلمات در بندهای متوالی، اما به ترتیب معکوس.
- آنتی تز: کنار هم قرار دادن ایده‌های متضاد یا متضاد.
- آفوریسموس: عبارتی که تعریف یک کلمه را زیر سؤال می‌برد.
- آپوزیوپزیس: قطع کردن یا مکث گفتار برای تأثیر دراماتیک یا احساسی.
- آسونانس: تکرار صداهای صدادار: "حرکت صاف!" یا "لطفا ترک کن!" یا "این واقعیت جک است!"
- Asyndeton: حذف حروف ربط بین بندهای مرتبط.
- Chiasmus: دو یا چند بند از طریق معکوس کردن ساختارها به یکدیگر مرتبط می‌شوند تا نکته بزرگتری را بیان کنند.
- اوج: چیدمان کلمات به ترتیب صعودی.
- همخوانی: تکرار صداهای همخوان، معمولاً در یک قطعه کوتاه از آیه.
- آیه همبستگی: تطبیق موارد در دو دنباله.
- دیاکوپ: تکرار یک کلمه یا عبارت با یک یا دو کلمه میانی.
- بیضی: حذف کلمات.
- حذف: حذف یک یا چند حرف در گفتار که آن را محاوره ای می‌کند.
- Enallage: عبارتی که قوانین یا قراردادهای گرامری را نادیده می‌گیرد.
- اپانالپسیس: پایان جملات با آغاز آنها.
- اپی عبارت
- Epistrophe (همچنین به عنوان آنتی استروف شناخته می‌شود): تکرار همان کلمه یا گروهی از کلمات در پایان بندهای متوالی. همتای آنافورا.
- Epizeuxis: تکرار یک کلمه، بدون هیچ کلمه دیگری در میان.
- Hendiadys: استفاده از دو اسم برای بیان یک ایده زمانی که معمولاً از یک صفت و یک اسم تشکیل شده‌است.
- Hendiatris: استفاده از سه اسم برای بیان یک ایده.
- Homeoteleuton: کلماتی با پایان یکسان.
- Hypallage: یک عنوان منتقل شده از یک انتخاب متعارف عبارت.
- Hyperbaton: دو کلمه معمولی مرتبط جدا می‌شوند. این اصطلاح همچنین ممکن است به‌طور کلی برای همه اشکال مختلف گفتاری که ترتیب کلمات طبیعی را در جملات جابجا می‌کنند استفاده شود.[۸]
- اغراق: اغراق در یک گزاره.
- Hypozeuxis: هر جمله ای موضوع و محمول مستقل خود را دارد.
- هیسترون پروترون: وارونگی ترتیب زمانی یا علی معمول بین دو عنصر.
- ایزوکلون: استفاده از ساختارهای موازی با طول یکسان در بندهای متوالی.
- قافیه داخلی: استفاده از دو یا چند کلمه قافیه در یک جمله.
- کنینگ: استفاده از یک کلمه مرکب نئولوژیزم برای تشکیل کلمه.
- Litotes: کم بیانی که با نفی گزاره مخالف به دست می‌آید، مانند «خیلی بد نیست» برای «خیلی خوب»، یا «او ملکه زیبایی نیست» برای «او زشت است»، که یک اثر کنایه آمیز ایجاد می‌کند.
- مریسم: اشاره به یک کل با برشمردن برخی از اجزای آن.
- نام‌آوا: کلمه ای که صدای واقعی را تقلید می‌کند (مثلاً تیک تاک یا بوم).
- پارادیاستول: تکرار جفت تفکیک «نه» و «نه».
- موازی سازی: استفاده از ساختارهای مشابه در دو یا چند بند.
- Paraprosdokian: گفته‌ای که در آن یک کلمه با دو معنای متفاوت به کار می‌رود و جناس ایجاد می‌کند.
- Paroemion: همسان سازی که در آن هر کلمه در یک جمله یا عبارت با یک حرف شروع می‌شود.
- Pleonasm: استفاده از کلمات بیشتر از آنچه برای بیان معنا لازم است.
- Polyptoton: تکرار کلمات مشتق از یک ریشه.
- Polysyndeton: تکرار نزدیک حروف ربط.
- جناس: زمانی که یک کلمه یا عبارت به دو (یا بیشتر) معنی مختلف استفاده می‌شود.
- صفیری: تکرار حرف 's'، نوعی همخوانی است.
- Spoonerism: جابجایی هجاها در دو کلمه در یک جمله باعث سرگرمی می‌شود.
- سنکوپ: حذف بخشی از یک کلمه یا عبارت.
- Symploce: استفاده همزمان از anaphora و epistrophe: تکرار یک کلمه یا گروهی از کلمات در ابتدا و انتهای جملات متوالی.
- همگام سازی: کلماتی که عمداً پراکنده می‌شوند تا گیجی ایجاد کنند.
- بخش‌گویی: اشاره به یک جزء با کل یا بالعکس.
- مترادف: استفاده از دو یا چند مترادف در یک جمله یا جمله.
- همان‌گویی (معنی‌شناسی): افزونگی به دلیل صلاحیت اضافی. همین را دو بار گفتن
- Tmesis: درج محتوا در یک کلمه مرکب.
- زئوگما: استفاده از یک فعل برای دو یا چند عمل.

### تروپ‌ها
تروپ‌ها کلمات یا عباراتی هستند که معنی متنی آنها با شیوه یا معنایی که بیشتر در آن استفاده می‌شود تفاوت دارد.